# Lotus Music
Lotus Music — российский музыкальный лейбл и студия звукозаписи. Артистами лейбла являются Bahh Tee, Emin, HammAli & Navai, The Limba, Jazzdauren, Wallem, Gazan, Комната культуры, Lovv66, ЛСП и многие другие.
Lotus Music входит в Национальную федерацию музыкальной индустрии (НФМИ), а также сотрудничает с медиахолдингом «ЖАРА» Эмина Агаларова. С 2025 года имеет собственную фирму цифровой дистрибуции — «Ovokacho», в то же время выгрузкой песен на зарубежные площадки занимается американская компания ONErpm. Лейбл расположен в торговом центре «Vegas», дочерней компании холдинга Crocus Group миллиардера Араза Агаларова. Артисты лейбла — участники ежегодных музыкальных фестивалей «Dream Fest», «ЖАРА Fest» и «VK Fest».
Организация находится в «Реестре получателей государственной поддержки» РФ.

## История

### Основание лейбла и первые успехи
Лейбл  был основан музыкантом и продюсером Бахтияром Алиевым и стал приемником таких брендов, как  Siyah Music, Zhara Music и Atlantic Records Russia. Новая компания была создана на базе Lotus Media Group, основанного в 2021 году, и включавшего в себя букинг, концертный менеджмент, студию звукозаписи и видеопродакшн. Первоначально на лейбл перешли артисты, которые ранее сотрудничали с Atlantic, но уже не имели с ним контрактных обязательств, среди них HammAli & Navai, Зомб, Эллаи и другие. Затем лейбл стал привлекать новых артистов — Bahh Tee инвестировал в проект 1 млн долларов без учёта покупки каталогов. Партнёром лейбла в части цифровой дистрибуции на стриминговые площадки стал S&P Digital.
13 ноября 2023 года Lotus Music совместно с S&P Digital, Black Star и Media Land присоединились к Национальной федерации музыкальной индустрии (НФМИ).
28 ноября 2023 года у алтайской группы Комната культуры вышел сингл «Поезда», автором и продюсером которой стал лидер команды — Женя Трофимов, бывший участник «Новой фабрики звёзд» Виктора Дробыша. Трек больше года после выхода удерживал место в топе чарта стриминговой платформы «Яндекс Музыка».
12 февраля 2024 года был презентован англоязычный кавер-альбом Эмина Агаларова «Now or Never», в который вошло 12 песен Элвиса Пресли в исполнении Эмина. Работа над пластинкой прошла под руководством канадского продюсера Дэвида Фостера, в записи приняли участие звёзды британской и американской эстрады: Энгельберт Хампердинк, Николь Шерзингер и Катарина Макфи.
1 марта 2024 года певец Жандаурен Аблаев (Jazzdauren), артист казахстанского продюсерского центра «DD Records», цифровой дистрибуцией которого занимается Lotus, выпустил сингл «Дарите женщинам цветы». Песня, выдержанная в ретро-стиле групп «Ласковый май» и «Мираж», стала вирусной в TikTok и собрала более 100 млн прослушиваний на YouTube, где поклонники прозвали музыканта «казахским Юрием Шатуновым». Автором композиции выступил продюсер артиста — Данияр Рахметжанов. 24 мая вышел клип, снятый режиссёром Эрни Зиядиновым, в котором певец сыграл доставщика цветов.
8 марта на лейбле выходит дебютный альбом Navai «Как Есенин», состоящий из 9 треков. Релиз стал первой сольной пластинкой певца вне дуэта с HammAli. В записи приняли участие Mona, Macan, Loc-Dog, Lovv66, HammAli, а также Любовь Успенская. В заглавной песне альбома содержатся отсылки к стихотворениям Сергея Есенина «Я обманывать себя не стану» и «Мы теперь уходим понемногу». 25 марта казахский артист Артур Велимухаметов (Wallem) представил новую песню «Харизма», впоследствии возглавившую многие российские топ-чарты. Затем на сингл вышел видеоклип, снятый Нурдаулетом Калдыбековым. На июль 2025 года видеоклип набрал более 60 млн просмотров на YouTube.
С апреля 2024 года медиафутбольная команда Lotus участвует в российской Медиалиге.
В августе стриминговый сервис «Яндекс Музыка» признал группу Комната культуры «самой популярной группой этого лета» у пользователей платформы, число прослушиваний коллектива к концу августа превысило 5 миллионов. 30 августа группа выпустила клип на новую песню «Все они о тебе», рассказывающий историю молодого музыканта, чей путь непрост и полон творческих кризисов и неудач. Режиссёром стал Вячеслав Андросов, а в роли «музы» снялась актриса Стася Милославская. 25 октября 2024 года лидер группы Комната культуры Женя Трофимов представил сольную композицию «Студент», ставшую саундтреком к сериалу «Преступление и наказание» режиссёра Владимира Мирзоева и сценариста Анастасии Мирзоевой, снятому по мотивам романа Ф. М. Достоевского. 29 ноября была представлена следующая композиция из сериала — «Бегство в Египет».
На «YAM Session 2024», итоговой премии года от «Яндекс Музыки», которая состоялась 2 декабря в московском «Доме музыки», артисты Lotus Music одержали победу в четырёх номинациях из одиннадцати. Артист Wallem победил в номинациях «Искра года» и «Взлёт в Моей волне». При этом на премию певец опоздал, успев только ко второй награде. К тому времени Филипп Киркоров, который должен был вручать певцу статуэтку, скрылся вместе с наградой в неизвестном направлении. В свою очередь, группа Комната культуры тоже выиграла сразу в двух номинациях: «Группа года» и «Трек года» (за песню «Поезда»). Награду барнаульскому коллективу вручил организатор премии Антон Беляев.
10 декабря Эмин Агаларов представил кавер-альбом «Верни мне музыку». В альбом вошло 16 лучших песен Муслима Магомаева, в основном написанных композитором Арно Бабаджаняном, среди которых: «Лучший город земли», «Ноктюрн», «Благодарю тебя», «Верни мне музыку» и другие.

### Создание «Ovokacho»
31 декабря 2024 года у лейбла закончился контракт с S&P Digital. Ещё 9 сентября Бахтияр Алиев зарегистрировал «Ovokacho», который стал собственным музыкальным агрегатором лейбла, обслуживающим весь каталог компании и её саблейблов. Алиев назвал это «логичным и неизбежным шагом», в связи с быстрым ростом фирмы. Генеральным директором был назначен Николай Салмин. Официально «Ovokacho» стал функционировать с 1 января 2025 года, согласовав и подписав контракты почти со всеми значимыми российскими музыкальными сервисами. 4 февраля 2025 года по эксклюзивной лицензии «Ovokacho» был выпущен альбом Эмина Агаларова «Юбилейный концерт со звёздами. Live», состоящий из песен, прозвучавших на юбилейном концерте Эминa в Государственном Кремлёвском дворце 11 декабря 2024 года. В концерте приняли участие Григорий Лепс, Bahh Tee, Алсу, Jony, Жасмин, Стас Михайлов, Сосо Павлиашвили, Тимур Темиров, Эллаи и многие другие.
22 февраля певец Wallem принял участие в шоу Эрика Карапетяна «3 КОТА». В рамках шоу артист совместно со стримершей Акулич и саунд-продюсером Глебом Колязиным записали за два часа трек на заданные семплы. Песня получила название «По МКАДу» и 28 февраля была официально опубликована Lotus Music совместно с Первое музыкальное. В марте новой артисткой Lotus Music становится певица из Риги Карина Хвойницкая (NOLA), внучка советского композитора Владимира Хвойницкого. Её дебютом на лейбле стала песня «Иди к ней». До этого певица уже сотрудничала с Lotus в качестве сонграйтера песен Bahh Tee & Turken, а также приняла гостевое участие на сингле Зомба «По-прежнему». 15 марта стало известно, что дуэт HammAli & Navai объявил о завершении карьеры. Об этом сообщил их концертный директор Рауф Гасанов. На 25 и 30 мая были назначены прощальные концерты в Москве и Санкт-Петербурге. Дальше певцы продолжили творчество сольно. 11 апреля на лейбле вышел дебютный альбом HammAli «Пора взрослеть», состоящий из 15 треков. Гостевыми куплетами отметились РУВИ, Loc-Dog и Женя Трофимов. В свою очередь, 25 апреля Lotus представил второй сольный альбом Navai «Фриковая дама», в который вошло семь новых песен.
31 марта 2025 года дистрибьютор «Ovokacho» возглавил Иван Иванов, до присоединения к команде занимавший должность регионального руководителя по СНГ, Восточной Европе и Турции в «TuneCore», подразделении французской компании Believe Digital, специализирующемся на независимой музыкальной дистрибуции.
6 июня на лейбле вышел четвёртый студийный альбом Slava Marlow «Эльф 1», посвященный юности продюсера. Тематика и музыкальное оформление альбома включают клубное звучание, в котором смешались EDM, дабстеп в духе Skrillex, старые поп-хиты, а также постирония и ностальгия по форумам, радио и ТВ-шоу десятых. По словам музыканта, пластинка представляет из себя «саундтрек мира, где 2010-е никогда не заканчивались». В записи альбома приняли участие Ксения Собчак, ЛСП, Saluki, Элджей, Glukoza и группа Градусы. 
11 июня 2025 года при поддержке дистрибьютора «Ovokacho» казахстанский лейбл Headliner Music выпустил сингл «Прямо по сердцу» исполнителя Shaman. Композиция была записана специально для международного музыкального конкурса «Интервидение-2025». Продюсером и автором песни выступил Максим Фадеев. 19 июля был представлен видеоклип, режиссёром которого стал Эльвин Фомин, а оператором – Виталий Сеченов.

## Нынешние участники
| Артист              | Настоящее имя         | Стриминг (июль 2025) |
| ------------------- | --------------------- | -------------------- |
| Emin                | Эмин Агаларов         | 423,000,000 +        |
| Jah Khalib          | Бахтияр Мамедов       | 18,000,000 +         |
| Асия                | Анастасия Алентьева   | 10,000,000 +         |
| The Limba           | Мухаметали Ахметжанов | 8,000,000 +          |
| Slava Marlow        | Артём Готлиб          | 8,000,000 +          |
| ЛСП                 | Олег Савченко         | 7,000,000 +          |
| Bahh Tee            | Бахтияр Алиев         | 6,000,000 +          |
| Зомб                | Семён Трегубов        | 6,000,000 +          |
| Loc-Dog             | Александр Жвакин      | 6,000,000 +          |
| Те100стерон         | Андрей Бирбичадзе     | 5,000,000 +          |
| Те100стерон         | Валери Бирбичадзе     | 5,000,000 +          |
| Wallem              | Артур Велимухаметов   | 4,000,000* +         |
| Navai               | Наваи Бакиров         | 4,000,000* +         |
| HammAli             | Александр Громов      | 4,000,000* +         |
| Lovv66              | Иван Шабашов          | 4,000,000 +          |
| Сателлит            | Виктор Антонов        | 4,000,000 +          |
| Эллаи               | Эмин Алиев            | 4,000,000 +          |
| Эльбрус Джанмирзоев | —                     | 3,000,000* +         |
| Idris & Leos        | Идрис Мажиев          | 2,000,000* +         |
| Idris & Leos        | Осман Сусаев          | 2,000,000* +         |
| NITI DILA           | Николай Чебанов       | 2,000,000* +         |
| NITI DILA           | Диляра Хайруллина     | 2,000,000* +         |
| NOLA                | Карина Хвойницкая     | 2,000,000* +         |
| Turken              | Туркен Салманова      | 2,000,000* +         |
| Нигатив             | Владимир Афанасьев    | 2,000,000 +          |
| Kartashov           | Дмитрий Карташов      | 2,000,000 +          |
| RAM                 | Сергей Желнов         | 1,000,000* +         |
| Мартин              | Михаил Смирнов        | 1,000,000* +         |
| Luxor               | Артур Шмыгин          | 1,000,000* +         |
| MriD                | Аркадий Алоян         | 1,000,000* +         |
| Lil Kate            | Екатерина Ткаченко    | 1,000,000* +         |
| Asammuell           | Ксения Колесник       | 1,000,000* +         |
| Cvetocek7           | Лиана Ибоян           | 900,000* +           |
| ALEX ANDREEV        | Алексей Андреев       | 900,000* +           |
| Ислам Идигов        | —                     | 800,000* +           |
| Mona Songz          | Манарбек Жуматай      | 800,000* +           |
| Milana Star         | Милана Хаметова       | 700,000* +           |
| Гербер              | Роберт Гербер         | 700,000* +           |
| Kolunov             | Илья Колунов          | 700,000* +           |
| Мактина             | Мактина Бебия         | 600,000* +           |
| Doshik              | Дарья Перова          | 600,000* +           |
| Jandro              | Александр Арутюнян    | 500,000* +           |
| Dilara              | Дилара Зинатуллина    | 400,000* +           |
| Mikaya              | Георгий Микая         | 400,000* +           |
| Jamaru              | Рустам Джамбакиев     | 300,000* +           |
| Альборов            | Марат Альборов        | 200,000* +           |
| Kenan               | Кенан Бабазаде        | 200,000* +           |
| bageerov            | Гейдар Багиров        | 100,000* +           |
| Анетта              | Анна Демидова         | 100,000* +           |
| Dakena              | Дарья Крылова         | 100,000* +           |
| Baby19!             | Ян Суходольский       | 100,000* +           |
| Nick Dayzi          | Никита Силинкин       | 100,000* +           |
| ezno                | Борис Езети           | 100,000* +           |
| Рома R.adik         | Роман Несвитайлов     | 60,000* +            |
| Лиза Смол           | Елизавета Алексеева   | 50,000* +            |
| Farzzzi             | Анар Фарзиев          | 40,000* +            |
| Mars Deimos         | Виталий Макарян       | 40,000* +            |
| ADA                 | Владислава Савченко   | 40,000* +            |
| Adil Karaca         | Адиль Караджа         | 30,000* +            |
| Firaya              | Ирина Подлесная       | 20,000* +            |

| Артист           | Настоящее имя     | Стриминг     |
| ---------------- | ----------------- | ------------ |
| Комната культуры | Евгений Трофимов  | 8,000,000* + |
| Мохито           | Диана Оболашвили  | 5,000,000 +  |
| Tritia           | Вячеслав Мортюшов | 1,000,000* + |
| Адвайта          | Артём Ермаков     | 600,000* +   |

## Дистрибуция «Ovokacho»
| Лейбл                          | Участники                                 |
| ------------------------------ | ----------------------------------------- |
| DD Records                     | Jazzdauren, Miko и другие                 |
| OGON Music                     | Gazan, Poli и другие                      |
| Музыкальный лейбл «Элвин Грей» | Элвин Грей, Скани, Эльфис Гараев и другие |
| Мэйнстрим Продакшн             | Виктория Дайнеко, Корни и другие          |
| UNOU Music                     | Hovo, Sayan и другие                      |
| ШАНСОУЛ                        | Мичелз, Аили и другие                     |
| BM Label                       | Onative, Entype и другие                  |